# Unvarnished
Unvarnished es el duodécimo álbum de estudio de Joan Jett and the Blackhearts, publicado el 30 de septiembre de 2013 por Blackheart Records.

## Lista de canciones
| N.º | Título                      | Duración |  |
| 1.  | «Any Weather» (606 Version) | 3:24     |  |
| 2.  | «TMI»                       | 3:49     |  |
| 3.  | «Soulmates to Strangers»    | 3:12     |  |
| 4.  | «Make It Back»              | 3:17     |  |
| 5.  | «Hard to Grow Up»           | 4:21     |  |
| 6.  | «Fragile»                   | 3:39     |  |
| 7.  | «Reality Mentality»         | 3:05     |  |
| 8.  | «Bad as We Can Be»          | 3:53     |  |
| 9.  | «Different»                 | 3:36     |  |
| 10. | «Everybody Needs a Hero»    | 2:34     |  |

## Créditos
- Joan Jett - guitarra, voz
- Dougie Needles	- guitarra, coros
- Acey Slade - bajo
- Thommy Price - batería, percusión
- Kenny Laguna - teclados, percusión, producción